# Gillan
Gillan fue un grupo de hard rock y heavy metal formado por el cantante británico Ian Gillan en 1978, tras la disolución de su anterior proyecto denominado Ian Gillan Band.

## Trayectoria

### Comienzos (1978)
Tras el poco éxito de su banda Ian Gillan Band, el cantante Ian Gillan decide disolver este proyecto en 1978, y decide iniciar otro pero con un sonido más roquero, para ello convoca a los integrantes del grupo Zzebra, el baterista Liam Genockey, el bajista John McCoy y el guitarrista Steve Byrd, quienes habían compartido algunos shows con Ian Gillan Band. La formación se completó con el tecladista Colin Towns.
Con un sonido cercano al heavy metal, más duro y nutrido de la ferviente NWOBHM, Gillan debutó discográficamente con un LP homónimo lanzado solo para el mercado japonés, australiano y neozelandés en 1978. Este disco es conocido en occidente como The Japanese Album. La primera presentación de Gillan tuvo lugar en el Festival de Reading de 1978, con la formación de Gillan, Towns, Genockey, Byrd y McCoy. Tras este show, Liam Genockey se retira del grupo, dado que no podía comprometerse con la banda por su trabajo como sesionista, siendo reemplazado temporalmente por Pete Barnacle.
La banda también realizó un show en el Marquee de Londres en diciembre de 1978, para sorpresa de muchos, con su excompañero en Deep Purple, Ritchie Blackmore de invitado, siendo la primera vez que Blackmore y Gillan tocaban juntos desde 1973. Luego de esto, Blackmore le había ofrecido a Ian unirse a Rainbow junto a Roger Glover, pero Ian rechazó la oferta, aunque reanudaron su relación luego de cinco años.

### Consagración (1979–1981)
Tras las presentaciones de The Japanese Album, Pete Barancle se retira de la banda, y durante las audiciones se presentaron Ian Paice y Mick Underwood, ambos excompañeros de banda de Ian Gillan durante su paso por Episode Six y Deep Purple, para el puesto. Por elección de Bernie Tormé, Underwood consiguió ser parte del grupo.
En 1979, se consolida la formación clásica de la banda: Ian Gillan, Bernie Tormé, John McCoy, Mick Underwood y Colin Towns, la cual graba el segundo álbum: Mr. Universe, el cual contiene parte del material de The Japanese Album, pero regrabado por la nueva formación e incluyendo material nuevo. El álbum fue editado por el sello Acrobat y al poco tiempo consiguió alcanzar el puesto #11 en la lista de ventas del Reino Unido, al mismo tiempo el sello quiebra y la banda pasa a firmar un contrato con Virgin Records. 
A fines de 1979, una vez más Ritchie Blackmore vuelve a tocar con la banda como invitado especial.
En 1980, para su nuevo sello, Gillan edita en octubre su tercer álbum de estudio Glory Road, el cual llegó al puesto #3 en la lista de ventas, además de editar junto a este disco, un LP de edición limitada llamada For Gillan Fans Only. Por problemas internos, la banda no consiguió realizar presentaciones en Estados Unidos, limitándose a realizar giras en Europa, Oceanía y Asia.
Durante esta etapa, Gillan realiza apariciones en el programa "Top of the Pops". Para marzo de 1981, sale el tercer álbum del grupo: Future Shock, el más exitoso de la banda llegando al puesto #2 en la lista del Reino Unido. Para junio de ese mismo año, Bernie Tormé dejó el grupo en medio de la gira de Future Shock, siendo reemplazado por el guitarrista de White Spirit, Janick Gers.
Tras las presentaciones de la banda con Gers como nuevo guitarrista, en octubre de 1981, se edita Double Trouble, doble LP el cual también incluye el primer material en vivo del grupo, aunque solo llegó al puesto #12.

### Problemas internos y separación (1982)
Para 1982 comienzan una serie de problemas internos en el grupo, en el que Ian Gillan y John McCoy eran los compositores principales, aunque Colin Towns aportaba también sus propias canciones. En 1982 la banda edita Magic, el sexto y último álbum de estudio, el cual solamente llegó al puesto #17, el puesto más bajo para un álbum del grupo.
En diciembre de ese mismo año, Gillan se presentó en el Wembley Arena de Londres, siendo la última presentación de Gillan como grupo, ya que al poco tiempo se anunció su separación.

### Después de Gillan (1983–actualidad)
Tras esta experiencia, Ian Gillan consigue ser cantante de Black Sabbath, reemplazando a Ronnie James Dio, grabando Born Again, y presentándolo en gira durante 1983 e inicios de 1984, antes de la reunión de Deep Purple en abril de 1984.
Bernie Tormé formó Electric Gypsies, junto a Everton Williams en bajo y Frank Noon en batería, aunque el proyecto fue muy breve. Luego reemplazó a Randy Rhoads en abril de 1982, en la banda de Ozzy Osbourne, aunque solo por un mes. Por último formó parte de Atomic Rooster, durante la gira de 1983, y tras esto se dedicó a proyectos propios.
John McCoy decidió reformar McCoy, junto a varios músicos cercanos entre ellos: Bernie Tormé, Paul Samson, Colin Towns, Ron Rebel, Bobby Rondinelli, Al Romano y Mike Sciotto. Paralelamente formaría Mammoth junto a Nicky Moore, "Big" Mac Baker, Vinnie "Tubby" Reed y Kennie Cox durante los 80's.
Colin Towns editó un álbum solista en 1982: Making Faces, y luego se dedicó a componer bandas sonoras para diversas películas y series de televisión. Desde 1993, lidera su propia banda de jazz llamada "Colin Towns's Mask Orchestra".
Mick Underwood decidió trabajar como sesionista luego de la disolución del grupo, aunque en 1993 junto a Nick Simper (primer bajista de Deep Purple) y Bernie Tormé forma un grupo llamado Quatermass II (continuación del grupo Quatermass de los años 70), el cual después continuaría con los guitarristas Gary Davis y Bart Foley, junto a Don Airey como invitado hasta 1997. Luego en 2006 formó Raw Glory, para después formar en 2012 "Mick Underwood's Glory Road", banda que interpreta canciones de la era Gillan y Quatermass 2.
Steve Byrd formó parte de la banda soporte de Kim Wilde, desde 1982 hasta mediados de los '90. Con Wilde coescribió "Another Step", "Hey Mister Heartache", entre otras canciones importantes. Además Byrd estuvo de gira con bandas y músicos como The Buggles, Martha and the Muffins, Billy Ocean, Ruby Turner, Samantha Fox, A Flock of Seagulls, The Pet Shop Boys, Erasure, Bonnie Tyler, Alec Mansion, Shakin' Stevens, Heartbeat y Kim Appleby.
Peter Barnacle formó parte de las bandas Broken Home, Girl (junto a Phil Lewis), y acompañó a Yngwie Malmsteen durante el Eclipse World Tour de 1990. 
Desde 2006 integra el grupo GoDoG con los músicos japoneses Sakate Sōtarō y Hashimoto Hiroyuk.
Janick Gers formaría parte del supergrupo Gogmagog durante los '80 y luego en Fish. Desde 1989 hasta 1991 formó parte de la banda soporte de Bruce Dickinson, grabando Tattooed Millionaire en 1990. Desde 1990 ingresó a las filas de Iron Maiden en donde aún es un miembro permanente.
En 1991, Ian Gillan lanzó bajo el nombre Gillan (y con el logo de la banda) el álbum Toolbox, aunque fue grabado y presentado junto a Steve Morris en guitarra, Brett Bloomfield en bajo y Leonard Haze en batería. Este proyecto duró hasta agosto de 1992 cuando Ian Gillan regresó a Deep Purple.

## Discografía

### Álbumes de estudio
- Gillan, conocido como "The Japanese Album" (1978)
- Mr. Universe (1979)
- Glory Road (1980)
- Future Shock (1981)
- Double Trouble, LP doble (1981)
- Magic (1982)
- Toolbox, editado bajo el nombre de Gillan (1991)

### EP
- Trouble (1980)
- One for the Road (1981)

### Álbumes en vivo
- Live at Reading '80 (1990)
- The BBC Tapes Vol 1: Dead of Night 1979 (1998)
- The BBC Tapes Vol 2: Unchain Your Brain 1980 (1998)
- Mutually Assured Destruction - Live at the Apollo '82 (2006)
- The Glory Years, en vivo 1981 (2008, DVD)
- Triple Trouble, en vivo 1981/1982 (2009)

### Compilados
- The Gillan Tapes Vol. 1 (1997)
- The Gillan Tapes Vol. 2 (1999)
- The Gillan Tapes Vol. 3 (2000)
- The Gillan Singles Box Set (2007)
- On the Rocks (2010)